# Dávid Vera
Dávid Vera (születési neve: Heisler Mária Veronika) (Nemesnádudvar, 1949. július 6. –) magyar festőművész, grafikusművész, szobrászművész. Casablancán él.

## Életpályája
1972–1973 között a BUBIV műszaki rajzolójaként és kiállításrendezőjeként tevékenykedett. 1973–1975 között kirakatrendezőként dolgozott. 1975–1979 között a Magyar Képzőművészeti Főiskola hallgatója volt. 1979–1980 között mesterképzőben tanult; mesterei: Sváby Lajos, Somogyi József és Joseph Kadar voltak. 1980 óta kiállító művész. 1986-ban az Antwerpeni Képzőművészeti Akadémia ösztöndíjasa volt. 1988-ban a JIDA ösztöndíjasa volt. 1989–1991 között nyugat-berlini ösztöndíjat kapott. 1993–1995 között a Corvin Mátyás Gimnázium pedagógusa volt. 1995-ben Marokkóban járt tanulmányúton.
Festészettel, elektrografikával és komputergrafikával foglalkozott.

## Kiállításai

### Egyéni
- 1984 Budapest-Újpest, Budapest
- 1986 Alsóőr
- 1991 Berlin
- 1994 Budapest, Vaja
- 1995 Rabat
- 1997-1999 Casablanca

### Válogatott, csoportos
- 1991 Párizs, Győr
- 1993, 1997 Párizs, Budapest
- 1994 Berlin, Linz, Budapest
- 1995 Szöul
- 1996 Kecskemét, Hajdúszoboszló
- 1998 Budapest